# Parco regionale del Mincio

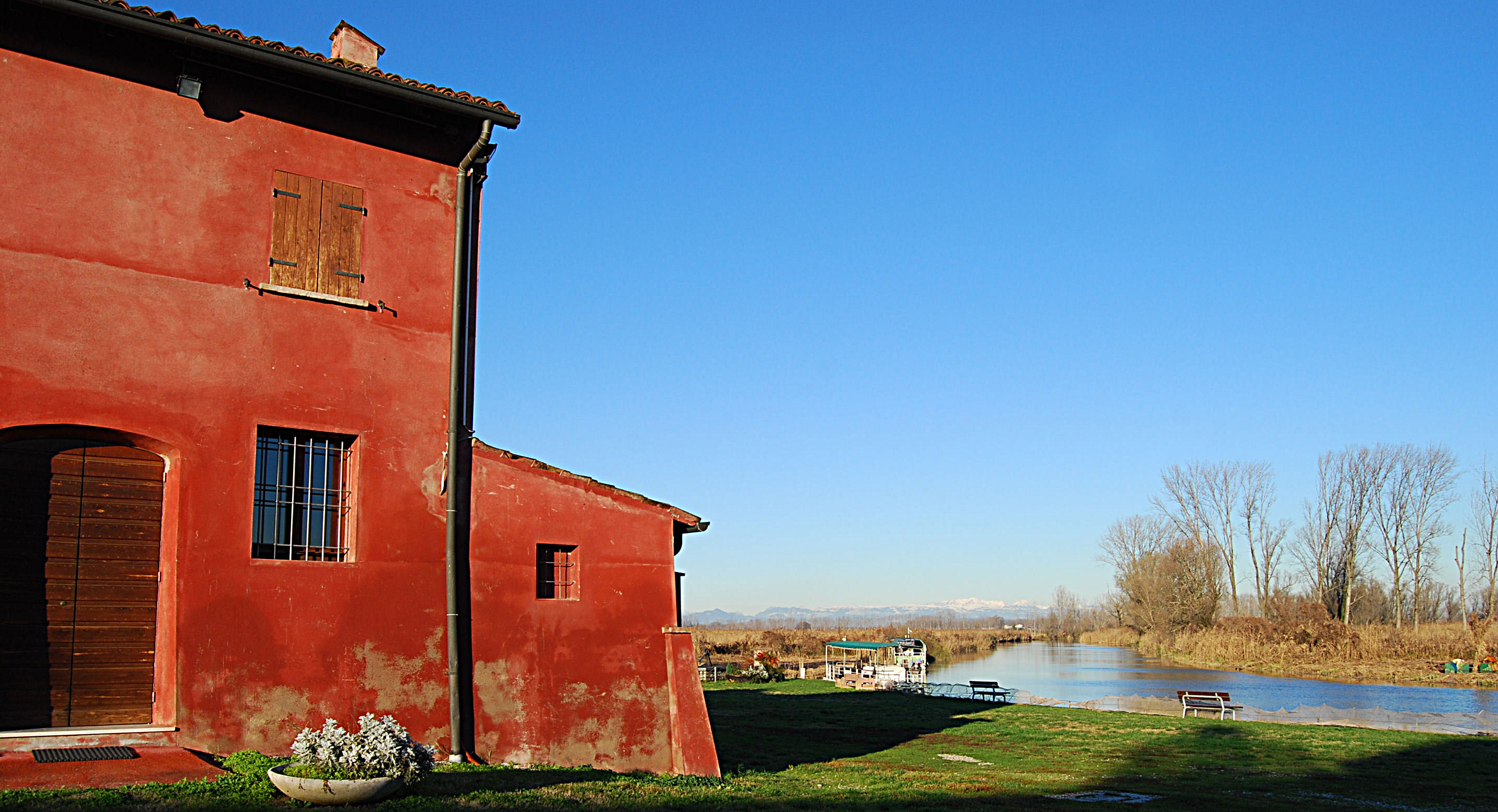
Il Mincio a Rivalta

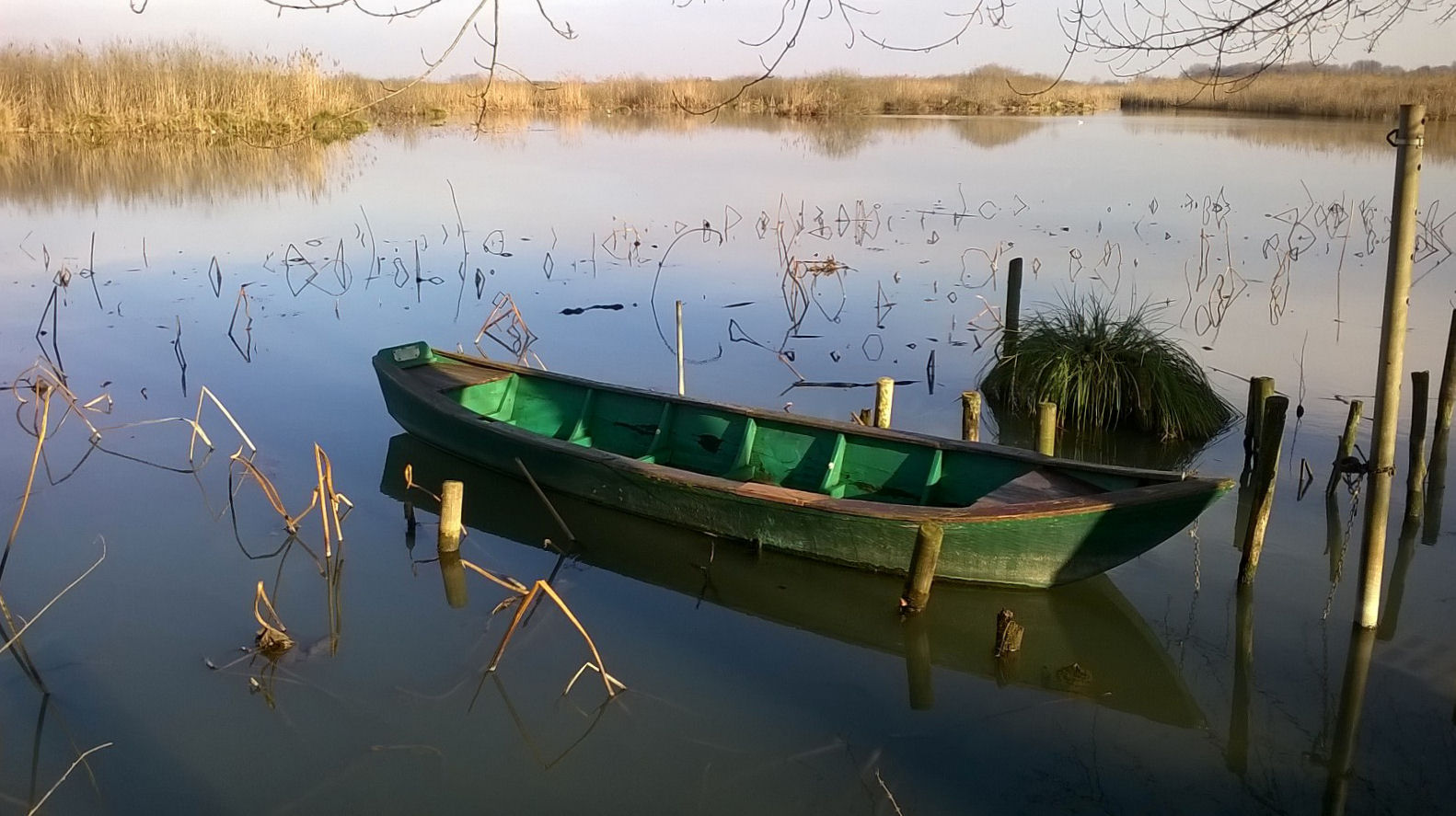
Il Mincio nei pressi di Grazie (Curtatone)

Il parco regionale del Mincio è un'area naturale protetta della Lombardia situata nella provincia di Mantova. Interessa la valle del fiume Mincio, dal lago di Garda alla confluenza nel Po.

## Storia
Il parco  fu istituito grazie alla legge regionale n. 47 datata 8 settembre 1984. Giuridicamente era un consorzio di enti locali.
Nel novembre 2011 lo statuto del parco del Mincio è stato emendato per adeguarlo alla legge regionale n. 12 del 4 agosto 2011 "Nuova organizzazione degli enti gestori delle aree protette e modifiche alle leggi regionali 86/83 e n. 16/07". Il consorzio si è trasformato in ente pubblico con l'assemblea che ora si chiama Comunità del Parco.

## Territorio
Il parco ha un'estensione territoriale molto ampia, circa 16.000 ettari, tra cui spiccano la riserva naturale Complesso morenico di Castellaro Lagusello, il Parco delle Bertone, la riserva naturale Vallazza e la riserva naturale Valli del Mincio.
Spazia dalle colline moreniche alla pianura terrazzata, dalla zona meandriforme a paleoalvei al complesso dei laghi di Mantova.
Un'eccezionale varietà di situazioni, in cui si trovano anche notevoli elementi architettonici e artistici tra cui il santuario di Santa Maria delle Grazie, la Villa al Parco Bertone e numerose ville dei tempi dei Gonzaga.
Il territorio del parco è attraversato dalla pista ciclabile Mantova-Peschiera, che si snoda per quasi 40 km, parte dei quali in sede propria con tratti non asfaltati, costeggiando il corso del fiume Mincio.

## Comuni
Vi fanno parte i comuni di Mantova, Ponti sul Mincio, Monzambano, Volta Mantovana, Goito, Marmirolo, Porto Mantovano, Rodigo, Curtatone, Borgo Virgilio, Bagnolo San Vito, Roncoferraro e Sustinente. A seguito dell'approvazione del progetto di riordino delle aree protette, LR 28/2016, fanno parte del Parco del Mincio anche i comuni di Borgocarbonara, Cavriana, Desenzano del Garda, Ostiglia e Pomponesco.

## Avifauna
Fra le specie di uccelli, le più comuni sono l'airone bianco, l'airone cenerino, l'airone guardabuoi, l'airone rosso, la cicogna bianca, la nitticora, lo svasso maggiore, la garzetta, il pendolino, il martin pescatore, il gruccione, la folaga, il cannareccione, il nibbio bruno, il falco pellegrino e il falco di palude. Sono inoltre in aumento gli avvistamenti di ibis sacro.